# 2022年世界陸上競技選手権大会アルバニア選手団
2022年世界陸上競技選手権大会アルバニア選手団では、2022年7月15日から7月24日までアメリカ合衆国のユージーンで開催された第18回世界陸上競技選手権大会のアルバニア選手団。

## 選手団
- 人員: 選手 1人

## 選手名簿・結果
| 選手         | 種目          | 予選      | 予選      | 決勝         | 決勝 |
| 選手         | 種目          | 結果      | 順位      | 結果         | 順位 |
| ------------ | ------------- | --------- | --------- | ------------ | ---- |
| ルイザ・ゲガ | 女子3000m障害 | 9分14秒91 | 6位 (3着) | 9分10秒04 NR | 5位  |